# 群馬県総合交通センター
群馬県総合交通センター（ぐんまけんそうごうこうつうセンター）は、群馬県前橋市元総社町にある、群馬県警察が管理する運転免許試験場である。

## 所在地
- 群馬県前橋市元総社町80-4

## 周辺
- 関越自動車道 前橋インターチェンジ

## 交通
- JR上越線・両毛線新前橋駅西口から徒歩10分

## カンニング事件
1977年、学科試験の受験者が集団カンニングを行っていた事実が発覚した。試験場の近くで「学科センター」を営んでいた男が、試験問題が数パターンしかないことに着目して、×とすべき問題番号を記したテープを貼った鉛筆を販売。鉛筆を買った受験者が会場に鉛筆を持ち込む手口で行われていた。発覚した経緯は、数十回試験を受け毎回60点くらいしか取れない受験者が満点に近い成績を出したことから、試験担当者が不審に思い問い質したことによる。群馬県警察は、カンニングの発生を受けて鉛筆の持ち込みを禁止するとともに問題の差し替えを行った。